# Trzynaste piętro
Trzynaste piętro (ang. The Thirteenth Floor) – film nakręcony w 1999 r. na podstawie powieści Daniela F. Galouye'a Simulacron 3.

## Fabuła
Zespół uczonych stwarza superkomputer zdolny do całkowitej symulacji określonego odcinka rzeczywistości - łącznie ze świadomością i myśleniem ludzi zamieszkujących model. Hannon Fuller, założyciel projektu, odtwarza w środku maszyny miasto swojego dzieciństwa, Los Angeles 1937 roku.
Model jest docierany jako atrakcja: gdy człowiek podłącza się do świata wirtualnego, jego umysł zajmuje ciało jednego z mieszkańców świata działającego dotychczas samodzielnie; śpiąca świadomość postaci wirtualnej na czas „wycieczki” zajmuje ciało rzeczywistego człowieka. Po odejściu „zwiedzającego” z wirtualnego świata, świadomość postaci wraca do modelu. Mieszkaniec symulacji budzi się i dalej żyje niczego nie podejrzewając. Postacie z symulacji są w pełni rozumne, uważają się za całkowicie rzeczywiste, pozostając przy tym modelami komputerowymi.
Zagadki powstają, gdy Fuller w nocy dzwoni do głównego bohatera, uczestnika projektu Douglasa Halla i prosi o niezwłoczny przyjazd, żeby dostać pewną bardzo ważną informację na temat symulacji świata. Jednak ich spotkanie się nie odbywa. Obudziwszy się rano, Hall wykrywa na swojej sekretarce automatycznej wiadomość od detektywa policji McBaina, który prosi o połączenie w celu wyjaśnienia okoliczności śmierci Fullera. Jedynym punktem zaczepienia Halla jest bar w wirtualnym Los Angeles, gdzie Fuller zostawił Hallowi list, ale zwiedzanie świata wirtualnego nie przynosi wyników: barman przysięga, że nikt mu nic nie zostawiał.
Hall jest podejrzewany o zabójstwo Fullera. On sam znajduje potwierdzenie swojego czynu, ale zupełnie go nie pamięta. W biurze pojawia się młoda kobieta, Jane Fuller, mówiąca, że jest córką Hannona Fullera. Wyśledziwszy ją, Hall stwierdza, że jej prawdziwym imieniem jest Natasha Molinaro i że pracuje ona jako ekspedientka w supermarkecie. Nic nie wie o Fullerze. Od barmana Ashtona Hall dowiaduje się treści listu Fullera: jak można, będąc w świecie wirtualnym, znaleźć dowody nierzeczywistości własnego świata. Zrobiwszy opisane działania w świecie rzeczywistym, Hall wykrywa straszną prawdę: to, co uważał za rzeczywistość, tak naprawdę jest taką samą symulacją, jak stworzony przez nich wirtualne Los Angeles - i że to jest tylko jeden z tysiąca światów stworzonych w „pierwotnej” rzeczywistości. Tym niemniej rodzimy świat Halla okazał się pierwszym, w którym jego mieszkańcom udało się stworzyć własny świat wirtualny. To wywołało zaniepokojenie twórców świata Halla z „rzeczywistości pierwotnej”, i oni postanowili usunąć Fullera i całą jego sprawę. Fuller rzeczywiście zostaje zabity przez Halla. Jego działaniami kierował pewien użytkownik ze świata pierwotnego o imieniu David korzystający z symulacji, w której mieszka Hall, do zaspokajania własnych spaczonych skłonności do morderstwa. Rzekomą córką Fullera jest żona Davida korzystająca w świecie Halla z „wirtualnego” ciała ekspedientki. Zakochuje się w Hallu i zaczyna z nim związek.
W tym samym czasie pomocnik Halla, Whitney, udaje się do świata wirtualnego, gdzie ginie. Jednocześnie postać wirtualna (świadomość, która była przechowywana w ciele Whitneya w oczekiwaniu na jego powrót - barman Ashton z tego samego baru) budzi się w świecie Halla. Zaniepokojony Hall przyjeżdża na spotkanie z nim i demonstruje kompleks obliczeniowy, w którym ten się urodził. W tym momencie świadomość Halla znów posiada David i zabija Whitneya-Ashtona.
"Córka Fullera” rano wykrywa zamianę, i między małżonkami odbywa się gwałtowna kłótnia oraz padają wyjaśnienia. David oskarża małżonkę o zdradę, a ona wypomina mężowi jego patologiczne zachowanie - na sumieniu ma już dużo żyć ze świata Douglasa Halla. Wreszcie próbuje on zamordować swoją małżonkę. Prześladowana przez Davida kobieta jest bliska śmierci, ale w ostatniej chwili detektyw McBain zabija ciało Halla kierowane przez świadomość Davida.
Świadomość Halla będąca przechowywaną w „pierwotnym świecie” w ciele Davida, budzi się. W tym świecie on znajduje swoją ukochaną oraz człowieka, który posłużył za prototyp dla profesora Fullera. Wreszcie są szczęśliwi.
Podczas napisów finałowych brzmi piosenka Erase and Rewind zespołu The Cardigans.

## Obsada
- Craig Bierko jako Douglas Hall/John Ferguson/David
- Armin Mueller-Stahl jako Hannon Fuller/Grierson
- Gretchen Mol jako Jane Fuller/Natasha Molinaro
- Vincent D’Onofrio jako Jason Whitney/Jerry Ashton
- Dennis Haysbert jako det. Larry McBain
- Steven Schub jako det. Zev Bernstein
- Jeremy Roberts jako Tom Jones
- Rif Hutton jako Joe
- Leon Rippy jako prawnik Jane
- Janet MacLachlan jako Ellen
- Tia Texada jako współlokatorka Natashy